# Пилипчиха
Пилипчиха — річка в Україні, в Немирівському районі Вінницької області, ліва притока Усті (басейн Південного Бугу).

## Опис
Довжина річки 13 км. Формується з багатьох безіменних струмків та водойм. Площа басейну 94 км2.

## Розташування
Бере початок у селі Рубань. Тече переважно на південний захід і біля Кароліни впадає у річку Устю, ліву притоку Південного Бугу за 10 км від її гирла.
Населені пункти вздовж берегової смуги: Криківці, Будки.

## Притоки
- Струмок Рачка - права
- Гірчини - права
- Рачка - права. Бере  початок у селі Рачки. Тече переважно на південний схід понад селом Сажки і впадає у Пилипчиху за 0,2 км від її гирла біля селища Кароліна. Довжина річки - 8 км, площа басейну - 8,8 км².